# Авраам Шльонський
Авраам Шльонський (івр. אברהם שלונסקי; *н 6 березня 1900, с. Крюкове, Полтавська губернія, Російська імперія — †18 травня 1973) — ізраїльський поет, літератор і видавець родом з України. У 1920 емігрував до Палестини. Один з родоначальників сучасної івритомовної літератури, сміливий новатор не лише в мові поезії, а в поетичному стилі (авангардизм), рифмуванні, літературному перекладі тощо.
Авраам Шльонський — старший брат першої жінки-композитора Ізраїлю Вердини Шльонськи.